# RTL News
RTL News était le journal télévisé luxembourgeois diffusé tous les soirs à 19 h 30 sur l'antenne luxembourgo-lorraine de RTL Télévision de septembre 1985 jusqu'au dimanche 1er septembre 1987.

## Histoire
En septembre 1984, RTL Télévision instaure le dédoublement de son antenne de 17 h à 21 h pour la Belgique et pour la Lorraine. Alors que la version belge du JTL, mise à l’antenne un an plus tôt (1983), se poursuit sur le canal belge, le JTL ayant perduré 1 année supplémentaire (09/1984-08/1985), une nouvelle formule du journal télévisé est mise à l'antenne sur le canal luxembourgo-lorrain sous le nom de RTL News en septembre 1985,
Robert Diligent ayant manifesté son opposition à cette scission de l'antenne, il avait été écarté de la présentation en septembre 1984 et celle-ci est confiée à deux jeunes journalistes, Patrick Charles et Marian Lacombe, qui officient en alternance pour le JTL de septembre 1984 à aout 1985, puis RTL News à compter de septembre 1985.
RTL News est préparé et réalisé depuis le Centre News de RTL Télévision, situé 5, Boulevard de la Foire à Luxembourg. En 1986, un studio de 12 m² est aménagé au dernier étage du siège de la radio RTL, au 22, rue Bayard à Paris, où les deux journalistes présentent l'édition quotidienne, la diffusion technique étant assurée vers Luxembourg grâce à une liaison par câble existante depuis des années entre les studios de Paris et ceux de Luxembourg. En déménageant sa rédaction à Paris, RTL Télévision tente de répéter l'expérience menée trois ans plus tôt à Bruxelles afin de recentrer son journal télévisé sur l'actualité française en vue de consolider son projet de diffusion de la chaîne sur tout le territoire français.
Dès la création de la nouvelle chaîne française M6 par la CLT le 1er mars 1987, les ressources de la rédaction de RTL Télévision sont largement mises à contribution pour former sa nouvelle rédaction. Le RTL News est ainsi intégralement transposé sur la nouvelle chaîne française dont le studio rue Bayard sert dorénavant pour Le Journal de M6 présenté tous les soirs à 19 h 30 par Marian Lacombe et Patrick Charles, du 2 mars à septembre 1987. Vidé de ses ressources, RTL News est remplacé par RTL Info sur l'antenne luxembourgo-lorraine en septembre 1987.

## Lieux de tournage
- Centre News de RTL Télévision, 5, Boulevard de la Foire à Luxembourg : septembre 1984 - 1986
- Studio RTL, 22, rue Bayard à Paris : 1986 - 1er mars 1987
- Centre News de RTL Télévision, 5, Boulevard de la Foire à Luxembourg : de mars à septembre 1987.

## Rédacteur en chef
- René Guibert

## Présentateurs
- Patrick Charles et Marian Lacombe (en alternance)